# Eoophyla sinensis
Eoophyla sinensis is een vlinder uit de familie van de grasmotten (Crambidae), uit de onderfamilie van de Acentropinae. De wetenschappelijke naam van deze soort is voor het eerst gepubliceerd in 1897 door George Francis Hampson.
De voorvleugellengte van het mannetje varieert van 13 tot 16 millemeter en van het vrouwtje van 17 tot 20,5 millimeter.
De soort komt voor in China, Nepal en Thailand.